# Неми
Не́ми (итал. Nemi) — коммуна в Италии, расположена в области Лацио, подчиняется административному центру Рим.
Население коммуны, на 01.01.2024 года, составляет 1851 человек, плотность населения ─ 252,70 чел./км². Коммуна занимает площадь 7,32 км². Почтовый индекс — 00074. Телефонный код — 06.
Покровителем коммуны почитаются святые апостолы Филипп и Иаков Младший, которым посвящён кафедральный собор . Праздник ежегодно празднуется 3 мая.

## Демография
Название жителей коммуны ─ немези или неморенси.

### Национальный состав
По данным Национального института статистики на 01.01.2023 года на территории коммуны проживало 1881 человек, 147 из них были иностранными гражданами, что составило 7,8% от всего населения коммуны.
Этнический состав иностранных граждан коммуны на 01.01.2023
- румыны (40,1%)
- албанцы (19,7%)
- индийцы (4,1%)
- англичане (4,1%)
- украинцы (3,4%)
- марокканцы (2,7%)